# Ya Tăng
Ya Tăng là một xã thuộc huyện Sa Thầy, tỉnh Kon Tum, Việt Nam.
Xã Ya Tăng có diện tích 38,23 km², dân số năm 2019 là 1.434 người, mật độ dân số đạt 38 người/km².